# Eulalio Gutiérrez
Eulalio Martín Gutiérrez Ortiz (ur. 1881, zm. 1939) – meksykański wojskowy (generał) i polityk.
Od lipca do października 1914 był tymczasowym gubernatorem San Luis Potosí. 6 listopada 1915 został wybrany na prezydenta przez Suwerenną Konwencję Rewolucyjną obradującą w pozostającym pod kontrolą villistów Aguascalientes. Akt ten nie uzyskał uznania dotychczasowej głowy państwa, Venustiano Carranzy. Wzmagające się spory między nim a Pancho Villą i Emiliano Zapatą doprowadziły do rezygnacji Gutiérreza, który ostatecznie przeszedł na stronę Carranzy.
W 2009 roku z okazji stulecia rewolucji meksykańskiej Bank Meksyku wyemitował upamiętniającą go monetę okolicznościową o nominale 5 peso.